# Ecuador en los Juegos Olímpicos de Pekín 2008
Ecuador estuvo representado en los Juegos Olímpicos de Pekín 2008 por un total de 25 deportistas, 17 hombres y 8 mujeres, que compitieron en 9 deportes.
La portadora de la bandera en la ceremonia de apertura fue la halterófila Alexandra Escobar.

## Medallistas
El equipo olímpico ecuatoriano obtuvo las siguientes medallas:
| Nombre          | Deporte   | Competición    |
| --------------- | --------- | -------------- |
| Oro             |           |                |
| —               |           |                |
| Plata           |           |                |
| Jefferson Pérez | Atletismo | 20 km marcha M |
| Bronce          |           |                |
| —               |           |                |